# 樱草
樱草（学名：Primula sieboldii）为报春花科报春花属下的一个种。

## 扩展阅读
維基物種上的相關：樱草